# La Banda Trapera del Río
La Banda Trapera del Río est un groupe espagnol de rock, originaire du quartier Ciudad Satélite (officiellement San Ildefonso), de la ville de Cornellá de Llobregat, proche de Barcelone. En débutant en même temps que le mouvement punk (1976), La Banda Trapera est considéré par beaucoup comme précurseur de ce mouvement en Espagne, même si les membres du groupe ne se considèrent pas punk.

## Biographie
Le groupe est formé en 1976, et réussit à se populariser dès ses débuts à l'échelle locale. Les paroles de leurs morceaux teintés rock 'n' roll, chantées en catalan, sont le plus souvent crues et provocatrices. En effet, El Morfi reconnaitra que les paroles de La Regla (thème présent dans son premier single, qui parle explicitement de la menstruation féminine), a été écrit seulement dans le but de provoquer. Le 13 novembre 1976 est considéré comme la date de naissance « officielle » de La Banda Trapera del Río, lors de sa venue en concert à Barcelone en hommage à Lina Odena, une martyre de la jeunesse communiste morte durant la guerre.
Plus tard, le groupe renouvelle sa formation avec l'arrivée de, Juan « Raf » à la batterie. Entretemps, Salvador Solano (Rayban ou El Llobregat) occupe la place de bassiste. En juin 1981, La Trapera annonce et organise sa première séparation avec un concert à la Fiesta Mayor de Cornellá de Llobregat.
En 2009 (après la mort de Tío Modes, le 1er novembre 2004), le groupe se réunit, jouant un concert le 25 mars 2010 aux Ramblas de Barcelone. Juan « Raf » Pulido meurt le 13 avril 2010 et le groupe se sépare de nouveau.
En 2016, le groupe effectue son retour pour célébrer ses quarante années d'existence.

## Membres

### Membres principaux
- El Morfi ou Morfi Grei (Miguel Ángel Sánchez) - chant (1976-2010)
- Juan « Raf » Pulido - batterie (1977-2010, décédé en 2010)
- El Subidas (Jordi Pujadas Valls) - basse (1980-2010)
- Tío Modes (dit aussi El Metralleta) (Modesto Agriarte) - guitare solo (1978-1996, décédé en 2004)
- El Montoya (Feliciano Montoya) - basse (1979-1980)
- Rockhita (Emilio Hita) - guitare rythmique (1977-1979, disparu en 2004)
- Rayban ou El Llobregat (Salvador Solano) - basse (1976-1979)

### Autres membres
- Raúl Pulido - guitare solo (2009-2010)
- Fosy - guitare rythmique (2009-2010), batterie (concert du 25 mars 2010)
- Juano Montero - guitare rythmique (concert du 25 mars 2010)
- Bubi (Juanma) - guitare (a enregistré sur le disque Guante de Guillotina)
- Alberto Chazarra - basse (1981)
- Peret (dit aussi « Peter ») (Pedro Planas) - basse (a participé à la première maquette La Regla (1978), disparu en 1994)
- Jaume Planas - guitare (1978, Enregistrement de la première maquette)
- Carlos Motos (Cordiola) - guitare (1977-1978, décédé)
- Madera Bill - guitare (1977)
- Javier Otopac - guitare (1977)
- Raúl - guitare (1977)
- Joaquín - basse (1976)
- El Loli (Manuel Verdún) - guitare (1976)
- Juan Pastor - batterie (1976)

## Discographie

### Albums studio
- 1979 : La Banda Trapera del Río (Belter ; réédité en 1992 par Perfil)
- 1993 : Guante de guillotina (Munster Records)
- 1994 : Directo a los Cojones (Munster, album live)
- 1994 : Mentemblanco (Munster)
- 2006 : 1978/1982. Grabaciones Completas (Munster ; double CD/LP remasterisation des deux premiers albums, morceaux inédits en live et les maquettes)

### Singles
- 1978 : La Regla / Rock Cloaca (Belter, réédité en 2006 par Munster)
- 1983 : Tu pistola no me mola (Discophon, single promotionnel)